# Wommelgem
Wommelgem is een plaats en gemeente in de provincie Antwerpen. De gemeente ligt in het Schijnbekken en telt ruim 13.000 inwoners. Binnen de gemeentegrenzen liggen geen andere kernen.
Wommelgem behoort tot het kieskanton Zandhoven en het gerechtelijk kanton Schilde.

## Toponymie[1]
De naam Wommelgem kan via de dialectische vorm Oemmelegoem terug gevoerd worden tot de benaming Wimilincheim(o). Deze benaming wijst erop dat Wommelgem ontstaan is uit een Frankische nederzetting die rondom de 6e en de 7e eeuw ontstaan is. De naam Wommelgem kan in twee delen worden opgesplitst: Wommel + gem.
Wommel is afkomstig van Wimilo. Het is waarschijnlijk dat de stichters van Wommelgem toen bekendstonden als de Wimilingen. Zij werden zo genoemd naar een zekere Wimilo, waarschijnlijk de stamvader. Wat de volledige naam van deze stamvader of groep stichters was, is niet gekend.
-Gem is een veel voorkomende afkorting die kan terug gevoerd worden naar ingahaim. Dit betekent zoveel als het heem van of het huis van. In vroegere tijden werden nederzettingen vaak genoemd naar een belangrijke bewoner of oprichter van de nederzetting.
Wommelgem kan dus verklaard worden als "De woonplaats van Wimilo".

## Geschiedenis

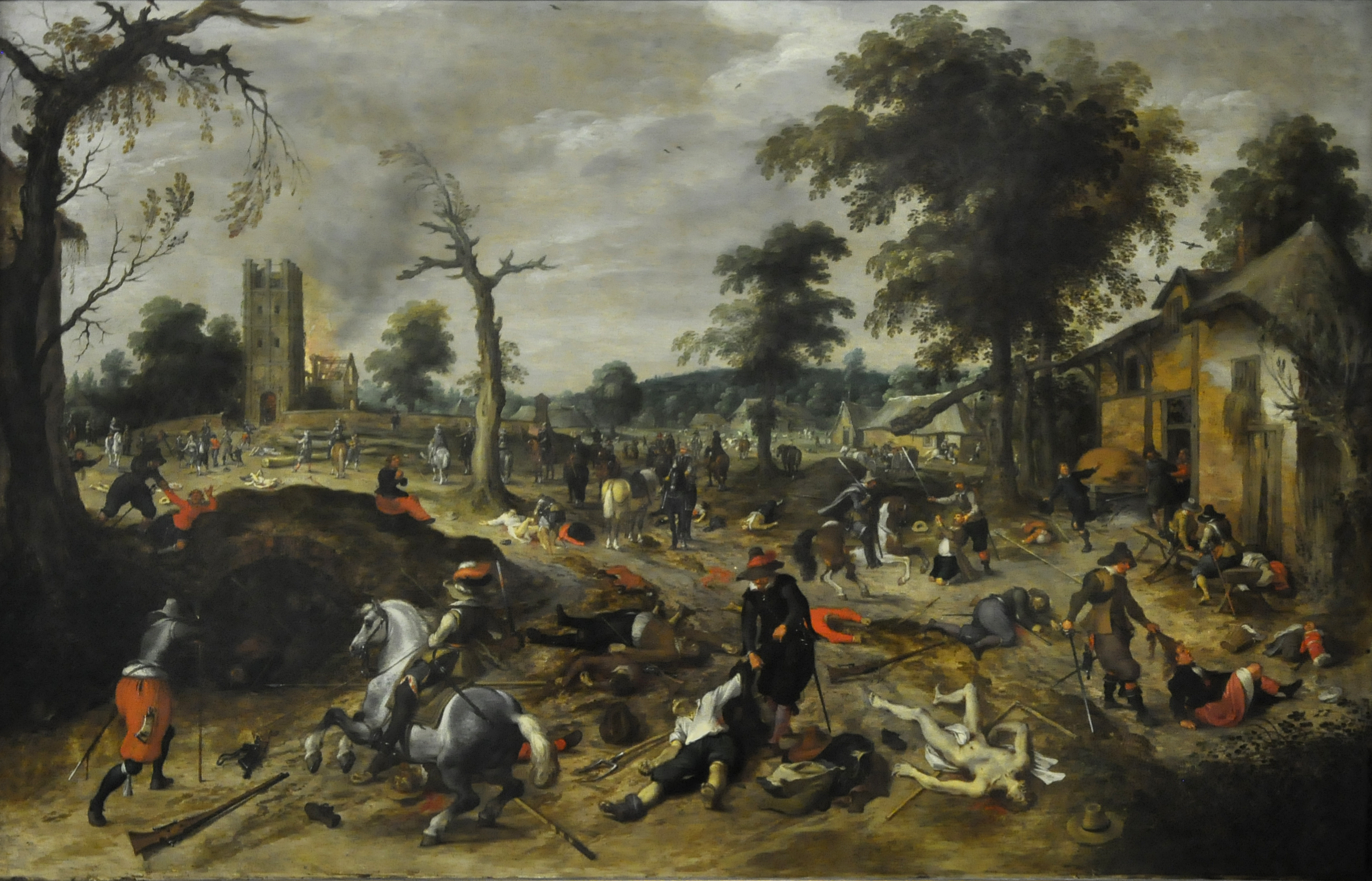
De plundering van Wommelgem (1625-1630) door Sebastiaen Vrancx in het Museum Kunstpalast te Düsseldorf

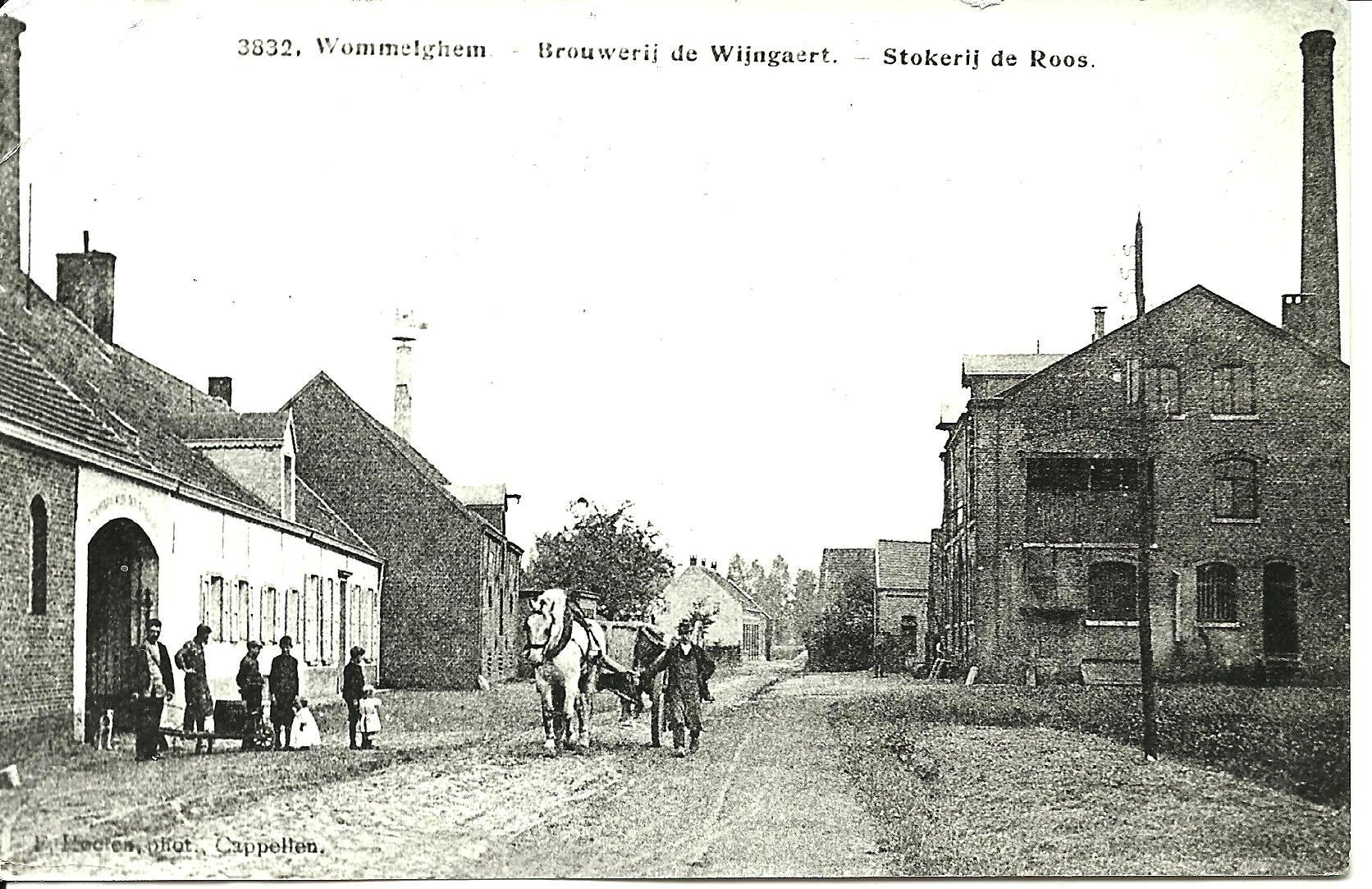
Brouwerij de Wijngaert en Stokerij De Roos

Wommelgem zou al in de 8e eeuw zijn vermeld. In 1278 werd de heerlijkheid Wommelgem uitgegeven aan Jan van Liere, de familie werd later van Immerseel genoemd, naar het domein dat zij bezat. Pas in 1759 ging de heerlijkheid over op de prins De Gavre en in 1773 op de familie De Neuf.
Wommelgem heeft geleden onder de Gelderse Oorlogen (1542) en het Beleg van Antwerpen (1584-1585). In 1589 werd het dorp door Hollandse troepen geplunderd. Dit werd door Sebastiaan Vrancx verbeeld op het schilderij: De plundering van Wommelgem.
Na 1950 verstedelijkte het dorp aanzienlijk, met nieuwe woonwijken en bedrijventerreinen langs de omstreeks 1960 aangelegde A13.

## Geografie

### Aangrenzende gemeenten
| Aangrenzende gemeenten | Aangrenzende gemeenten | Aangrenzende gemeenten | Aangrenzende gemeenten | Aangrenzende gemeenten |
| ---------------------- | ---------------------- | ---------------------- | ---------------------- | ---------------------- |
|                        |                        | Wijnegem               |                        | Schilde                |
|                        |                        |                        |                        |                        |
| Antwerpen              | Ranst                  |                        |                        |                        |
|                        |                        |                        |                        |                        |
| Borsbeek               |                        | Boechout               |                        |                        |

## Bezienswaardigheden

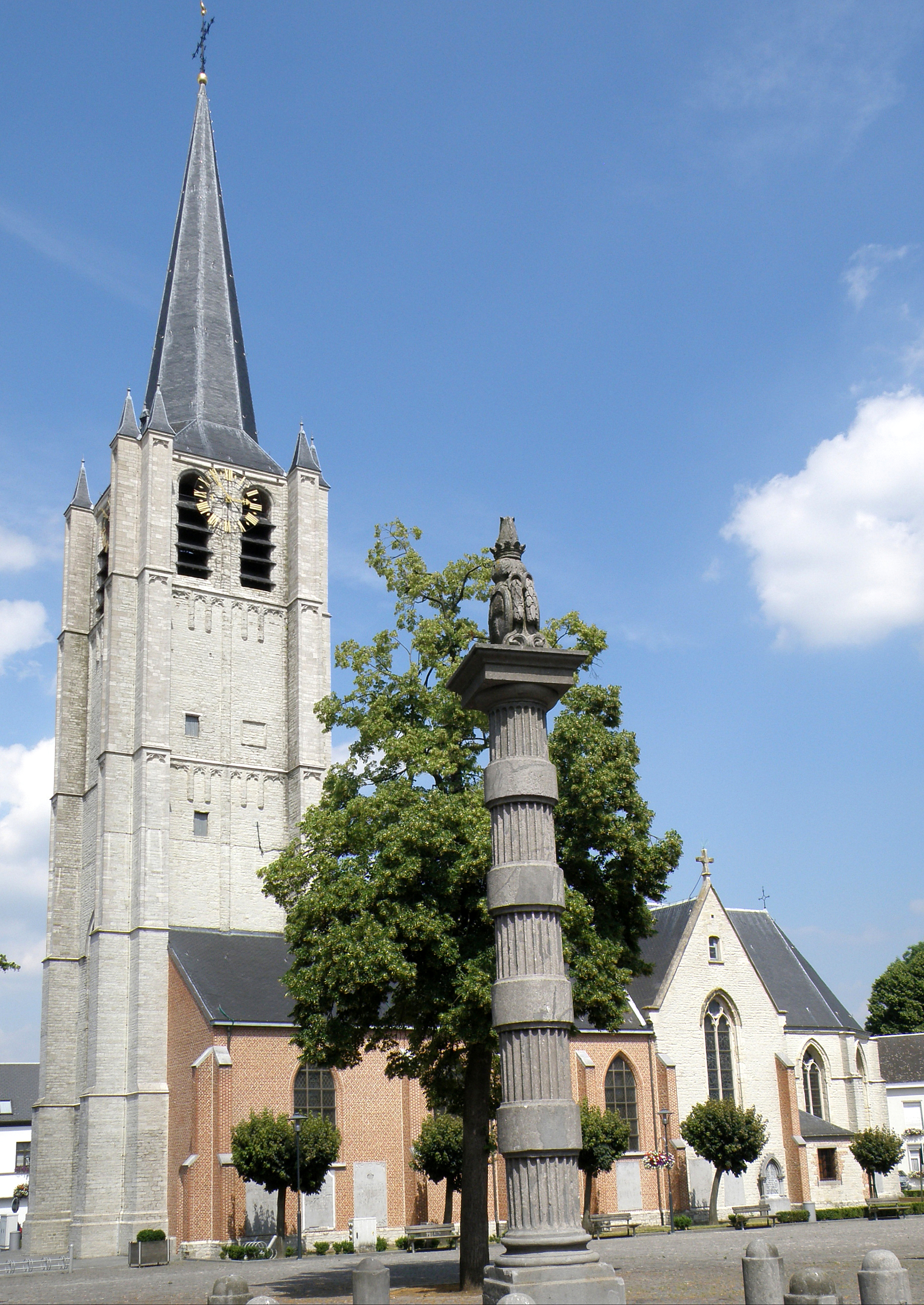
Schandpaal en Sint-Pieter- en Pauluskerk op de Kerkplaats.

- Grafsteen Jean-Joseph de Witte, opgehangen aan de kerkmuur.
- Hof Ternessen, voormalig kasteel dat toebehoorde aan de familie de Witte
- Kasteel Hulgenrode
- Kasteel Selsaete
- Fort 2, onderdeel van de Brialmontgordel
- Sint-Petrus en Pauluskerk
- Sint-Janskapel
- Onze-Lieve-Vrouw-Boodschapkerk, in het dorp Kandonklaar
- Schandpaal, heropgericht 1815, zuil met vier schachtringen en wapen van familie De Neuf.
- Dorpspomp, van 1848.

## Natuur en landschap
Wommelgem ligt op een hoogte van 4 - 11 meter. Het belangrijkste natuurgebied is de vallei van het Groot Schijn. Het grondgebied is sterk verstedelijk. De aanleg omstreeks 1960 van de autoweg A13 leidde tot de aanleg van een groot bedrijventerrein.

## Demografie

### Demografische ontwikkeling
- Bronnen:NIS, Opm:1806 tot en met 1981=volkstellingen; 1990 en later= inwonertal op 1 januari

| Inwoners van jaar tot jaar op 1 januari 1992 tot heden | Inwoners van jaar tot jaar op 1 januari 1992 tot heden | Inwoners van jaar tot jaar op 1 januari 1992 tot heden |
| jaar                                                   | Aantal                                                 | Evolutie: 1992=index 100                               |
| ------------------------------------------------------ | ------------------------------------------------------ | ------------------------------------------------------ |
| 1992                                                   | 11.349                                                 | 100,0                                                  |
| 1993                                                   | 11.403                                                 | 100,5                                                  |
| 1994                                                   | 11.340                                                 | 99,9                                                   |
| 1995                                                   | 11.398                                                 | 100,4                                                  |
| 1996                                                   | 11.444                                                 | 100,8                                                  |
| 1997                                                   | 11.547                                                 | 101,7                                                  |
| 1998                                                   | 11.645                                                 | 102,6                                                  |
| 1999                                                   | 11.727                                                 | 103,3                                                  |
| 2000                                                   | 11.762                                                 | 103,6                                                  |
| 2001                                                   | 11.874                                                 | 104,6                                                  |
| 2002                                                   | 11.811                                                 | 104,1                                                  |
| 2003                                                   | 11.848                                                 | 104,4                                                  |
| 2004                                                   | 11.957                                                 | 105,4                                                  |
| 2005                                                   | 12.046                                                 | 106,1                                                  |
| 2006                                                   | 12.126                                                 | 106,8                                                  |
| 2007                                                   | 12.117                                                 | 106,8                                                  |
| 2008                                                   | 12.190                                                 | 107,4                                                  |
| 2009                                                   | 12.295                                                 | 108,3                                                  |
| 2010                                                   | 12.334                                                 | 108,7                                                  |
| 2011                                                   | 12.373                                                 | 109,0                                                  |
| 2012                                                   | 12.386                                                 | 109,1                                                  |
| 2013                                                   | 12.405                                                 | 109,3                                                  |
| 2014                                                   | 12.467                                                 | 109,9                                                  |
| 2015                                                   | 12.547                                                 | 110,6                                                  |
| 2016                                                   | 12.591                                                 | 110,9                                                  |
| 2017                                                   | 12.785                                                 | 112,7                                                  |
| 2018                                                   | 12.893                                                 | 113,6                                                  |
| 2019                                                   | 12.865                                                 | 113,4                                                  |
| 2020                                                   | 12.943                                                 | 114,0                                                  |
| 2021                                                   | 12.991                                                 | 114,5                                                  |
| 2022                                                   | 13.181                                                 | 116,1                                                  |
| 2023                                                   | 13.230                                                 | 116,6                                                  |
| 2024                                                   | 13.370                                                 | 117,8                                                  |
| 2025                                                   | 13.564                                                 | 119,5                                                  |

## Politiek

### Structuur
De gemeente Wommelgem maakt deel uit van het kieskanton Zandhoven, gelegen in het provinciedistrict Kapellen, het kiesarrondissement Antwerpen en ten slotte de kieskring Antwerpen.
| Wommelgem        | Wommelgem        | Supranationaal         | Nationaal                         | Nationaal           | Gemeenschap         | Gewest              | Provincie           | Arrondissement  | Provinciedistrict | Kanton          | Gemeente        |
| ---------------- | ---------------- | ---------------------- | --------------------------------- | ------------------- | ------------------- | ------------------- | ------------------- | --------------- | ----------------- | --------------- | --------------- |
| Administratief   | Niveau           | Europese Unie          | België                            | België              | Vlaanderen          | Vlaanderen          | Antwerpen           | Antwerpen       | Antwerpen         | Antwerpen       | Wommelgem       |
| Administratief   | Bestuur          | Europese Commissie     | Belgische regering                | Belgische regering  | Vlaamse regering    | Vlaamse regering    | Deputatie           | Deputatie       | Deputatie         | Deputatie       | Gemeentebestuur |
| Administratief   | Raad             | Europees Parlement     | Kamer van volksvertegenwoordigers | Vlaams Parlement    | Vlaams Parlement    | Vlaams Parlement    | Provincieraad       | Provincieraad   | Provincieraad     | Provincieraad   | Gemeenteraad    |
| Kiesomschrijving | Kiesomschrijving | Nederlands Kiescollege | Kieskring Antwerpen               | Kieskring Antwerpen | Kieskring Antwerpen | Kieskring Antwerpen | Kieskring Antwerpen | Antwerpen       | Kapellen          | Zandhoven       | Wommelgem       |
| Verkiezing       | Verkiezing       | Europese               | Federale                          | Federale            | Vlaamse             | Vlaamse             | Provincieraads-     | Provincieraads- | Provincieraads-   | Provincieraads- | Gemeenteraads-  |

### Geschiedenis

#### (Voormalige) Burgemeesters
| Periode | Periode      | Burgemeester                       |
| ------- | ------------ | ---------------------------------- |
|         | ? - 1800     | Frans Goris                        |
|         | 1800 - ?     | Melchior Huybrechts                |
|         | 1802 - 1809  | Joannes Deckers                    |
|         | 1809 - 1817  | Henri Van den Bosch                |
|         | 1817 - 1818  | Jaccobus Hermans                   |
|         | 1818 - 1822  | Frans De Wael                      |
|         | 1822 - 1847  | Gommaar Corluy                     |
|         | 1847 - 1851  | Petrus Deckers                     |
|         | 1851 - 1866  | Jan Moons                          |
|         | 1867 - 1885  | Frans De Beuckelaer                |
|         | 1885 - 1893  | Petrus Van Tichelen                |
|         | 1893 _ 1897  | Joannes Blockx                     |
|         | 1897 - 1905  | Ferdinand Beirens                  |
|         | 1906 - 1916  | Petrus Jennes                      |
|         | 1919 - 1927  | Emiel Caluwaerts                   |
|         | 1928 - 1932  | Petrus Govaerts                    |
|         | 1933 - 1944  | Karel Hoeyberghs                   |
|         | 1944 - 1970  | Edward Peers                       |
|         | 1971 - 1991  | Jos Smits (CVP)                    |
|         | 1992 - 1994  | Henri Vande Weghe (VU)             |
|         | 1995 - 2012  | Walter Van der Plaetsen (Open Vld) |
|         | 2013 - heden | Frank Gys (N-VA)                   |

#### Legislatuur 2013 - 2018
Burgemeester was Frank Gys (N-VA). Hij leidde een coalitie bestaande uit N-VA en Gemeentebelangen. Samen vormden ze de meerderheid met 12 op 23 zetels.

#### Legislatuur 2019 - 2024
Burgemeester was Frank Gys (N-VA). Hij leidde een coalitie bestaande uit N-VA en Open Vld. Samen vormden ze de meerderheid met 15 op 23 zetels.

#### Legislatuur 2024 - 2030
Burgemeester is Frank Gys (N-VA). Hij leidt een coalitie bestaande uit N-VA en Lokaal Liberaal. Samen vormen ze de meerderheid met 14 op 23 zetels.

#### Resultaten gemeenteraadsverkiezingen sinds 1976
| Partij of kartel     | Partij of kartel                                 | 10-10-1976 | 10-10-1976 | 10-10-1982 | 10-10-1982 | 9-10-1988 | 9-10-1988 | 9-10-1994 | 9-10-1994 | 8-10-2000 | 8-10-2000 | 8-10-2006 | 8-10-2006 | 14-10-2012 | 14-10-2012 | 14-10-2018 | 14-10-2018 | 13-10-2024 | 13-10-2024 |
| Stemmen / Zetels     | Stemmen / Zetels                                 | %          | 19         | %          | 21         | %         | 21        | %         | 21        | %         | 21        | %         | 23        | %          | 23         | %          | 23         | %          | 23         |
| -------------------- | ------------------------------------------------ | ---------- | ---------- | ---------- | ---------- | --------- | --------- | --------- | --------- | --------- | --------- | --------- | --------- | ---------- | ---------- | ---------- | ---------- | ---------- | ---------- |
|                      | CVP1 / CD&V2 / Gemeentebelangen3                 | 43,981     | 10         | 31,181     | 7          | 22,441    | 5         | 14,741    | 4         | 12,151    | 2         | 18,222    | 5         | 22,433     | 5          | 13,83      | 3          | 11,43      | 2          |
|                      | PVV1 / VLD2 / Open Vld3 / Lokaal Liberaal4       | 19,321     | 3          | 14,911     | 3          | 19,521    | 5         | 19,812    | 5         | 35,22     | 10        | 33,022    | 9         | 30,523     | 8          | 17,83      | 4          | 12,14      | 3          |
|                      | VU1 / VU&ID2/ N-VA3                              | 22,231     | 4          | 31,281     | 7          | 28,251    | 7         | 9,411     | 2         | 5,732     | 0         | 1,483     | 0         | 28,603     | 7          | 37,13      | 11         | 37,92      | 11         |
|                      | Agalev1 / Groen!2 / GroenroodB / Groen3          | -          |            | -          |            | 8,871     | 1         | 10,581    | 2         | 10,551    | 2         | 7,532     | 1         | 10,08B     | 2          | 12,03      | 3          | 10,83      | 2          |
|                      | SP1 / sp.a2 / GroenroodB / sp.a-LEFT3 / Vooruit4 | 14,461     | 2          | 14,341     | 3          | 11,511    | 2         | 8,311     | 1         | 5,591     | 0         | 7,392     | 1         | 10,08B     | 2          | 2,93       | 0          | 4,14       | 0          |
|                      | Vlaams Blok1 / Vlaams Belang2                    | -          |            | -          |            | -         |           | 14,71     | 4         | 20,321    | 5         | 23,282    | 6         | 8,372      | 1          | 10,52      | 2          | 14,02      | 3          |
|                      | Wommelgemse Belangen                             | -          |            | -          |            | -         |           | -         |           | -         |           | -         |           | -          |            | 5,9        | 0          | 9,7        | 2          |
|                      | NIEUWW1 / Samen: nieuw+spirit2                   | -          |            | -          |            | 9,411     | 1         | 12,311    | 3         | 10,471    | 2         | 9,072     | 1         | -          |            | -          |            | -          |            |
|                      | WOBEST                                           | -          |            | -          |            | -         |           | 5,62      | 0         | -         |           | -         |           | -          |            | -          |            | -          |            |
|                      | W.O.W.                                           | -          |            | -          |            | -         |           | 4,51      | 0         | -         |           | -         |           | -          |            | -          |            | -          |            |
|                      | AWEL                                             | -          |            | 8,29       | 1          | -         |           | -         |           | -         |           | -         |           | -          |            | -          |            | -          |            |
| Totaal stemmen       | Totaal stemmen                                   | 6465       | 6465       | 7354       | 7354       | 7807      | 7807      | 7980      | 7980      | 8245      | 8245      | 8718      | 8718      | 8624       | 8624       | 8966       | 8966       | 6088       | 6088       |
| Opkomst %            | Opkomst %                                        |            |            |            |            | 93,86     | 93,86     | 92,09     | 92,09     | 90,7      | 90,7      | 92,62     | 92,62     | 89,43      | 89,43      | 90,4       | 90,4       | 61,3       | 61,3       |
| Blanco en ongeldig % | Blanco en ongeldig %                             | 4,49       | 4,49       | 4,03       | 4,03       | 4,55      | 4,55      | 4,8       | 4,8       | 3,04      | 3,04      | 3,29      | 3,29      | 2,48       | 2,48       | 2,6        | 2,6        | 0,8        | 0,8        |

De zetels van de gevormde coalitie staan vetjes afgedrukt. De grootste partij is in kleur.

## Cultuur

### Evenementen
- Kleine Bloemenstoet (derde zondag van september)
- Sint Jansfeesten (eind juni)
- Wommelgem Zomert (juli en augustus)
- Jaarmarkt (eerste maandag na 29 juni)
- N8 van Wommelgem (augustus)
- Kerstmarkt (eind december)
- Sinterklaasfeest (begin december)

## Economie
- Wommelgem maakt deel uit van het Economisch Netwerk Albertkanaal.

## Partnergemeente
- Scheffau am Wilden Kaiser (Oostenrijk)

## Bekende inwoners
- Jean-Joseph de Witte, lid van adellijke familie De Witte
- Baudouin Franck, politicus
- Jan Hofkens, politicus
- Jan Puimège, kleinkunstzanger en gitarist
- Freddy Van Gaever, politicus en ondernemer
- Ed Kooyman, kleinkunstzanger
- Coco Jr., zanger
- Geena Lisa, presentatrice
- Björn Leukemans, wielrenner

## Nabijgelegen kernen
Borsbeek, Vremde, Wijnegem, Deurne, Ranst